# Al Carlson
Alvin Harold "Al" Carlson (nacido el 17 de septiembre de 1951 en Oceanside, California) es un exjugador de baloncesto estadounidense que disputó una temporada en la NBA, además de jugar en la liga española. Con 2,11 metros de estatura, jugaba en la posición de pívot.

## Trayectoria deportiva

### Universidad
Jugó durante su etapa universitaria en el Southern California College, mientras que en su última temporada fue transferido a los Ducks de la Universidad de Oregón.

### Profesional
Tras no ser elegido en el Draft de la NBA, fichó como agente libre en 1975 por los Seattle SuperSonics, con los que disputó una temporada como suplente de Tom Burleson, en la que promedió 2,6 puntos y 2,6 rebotes por partido.
En 1979 fichó por el Joventut de Badalona de la liga española, equipo con el que disputó la Copa Korac.

## Estadísticas de su carrera en la NBA

### Temporada regular
| Temporada | Edad | Equipo              | Liga | Pos. | P  | TIT | MIN  | TC  | TCA | %TC  | 3P | 3PA | %3P | TL  | TLA | %TL  | R.OF. | R.DEF. | REB | ASIS | ROB | TAP | PER | FP  | PTS |
| 1975-76   | 24   | Seattle SuperSonics | NBA  | C    | 28 |     | 10.0 | 1.0 | 2.8 | .342 |    |     |     | 0.6 | 1.0 | .621 | 1.1   | 1.5    | 2.6 | 0.5  | 0.3 | 0.4 |     | 1.4 | 2.6 |
| Total     |      |                     | NBA  |      | 28 |     | 10.0 | 1.0 | 2.8 | .342 |    |     |     | 0.6 | 1.0 | .621 | 1.1   | 1.5    | 2.6 | 0.5  | 0.3 | 0.4 |     | 1.4 | 2.6 |